# Espirostano

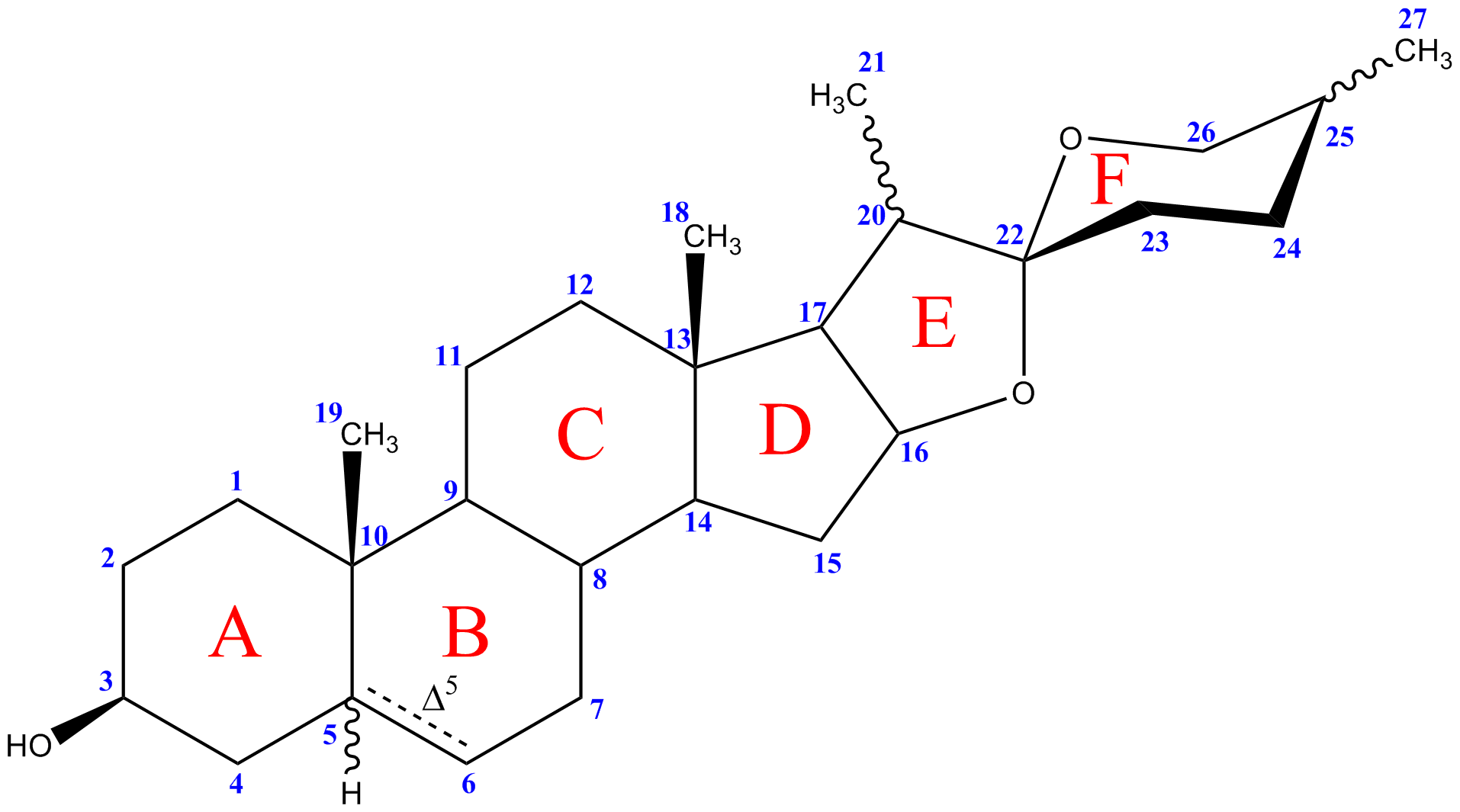
Estructura general de los espirostanos.

Los espirostanos son esteroides de origen vegetal que se obtienen por hidrólisis de las saponinas esteroides.

## Estructura
Los espirostanos poseen una estructura formada por 27 carbonos dispuestos en 6 anillos (A, B, C, D, E y F) y 4 metilaciones localizadas en los carbonos 10, 13, 20 y 25. La unión entre los anillos A y B puede ser cis o trans (5β o 5α) y los metilos en los carbonos 10 y 13 siempre se encuentran en posición β. También poseen un oxhidrilo en el carbono 3, lugar por el cual se encuentran unidos a glúcidos en las saponinas.

Pueden tener un doble enlace entre el carbono 5 y el carbono 6. De ser así, reciben el nombre de Δ5 espirostanos. 

La configuración del carbono 22 puede ser a o b dependiendo de la posición del oxígeno y el carbono 25 puede ser S (L o neo) o R (D o iso).

## Usos
Debido a su semejanzas estructurales con los esteroides animales, son utilizados en síntesis de hormonas, siendo la diosgenina el espirostano de mayor interés.

## Principales espirostanos
| Nombre común    | Configuración  | Sustituyentes  | Estructura | Fuente natural                                             |
| --------------- | -------------- | -------------- | ---------- | ---------------------------------------------------------- |
| Digitogenina    | 5α;20α;22a;25D | (2α;3β;15β)-OH |            |                                                            |
| Digalogenina    | 5α;20α;22a;25D | (3β;15β)-OH    |            | Solanum marginatum, Solanum laciniatum, Solanum aviculare. |
| Diosgenina      | Δ5;20α;22a;25D | 3β-OH          |            | Dioscorea composita, Dioscorea floribunda                  |
| Esmilagenina    | 5β;20α;22a;25D | 3β-OH          |            | Smilax aspera                                              |
| Gitogenina      | 5α;20α;22a;25D | (2α;3β)-OH     |            |                                                            |
| Hecogenina      | 5α;20α;22a;25D | 3β-OH 12:O     |            | Agave sisalana, Yuccas brevifolia                          |
| Sarmentogenina  |                |                |            | Strophantus sp..                                           |
| Ruscogenina     |                |                |            | Ruscus sp.                                                 |
| Sarsasapogenina | 5β;20α;22a;25L | 3β-OH          |            | Yuccas brevifolia, Yuccas filifera, Smilax aspera          |
| Similagenina    | 5β;20α;22a;25D | 3β-OH          |            |                                                            |
| Solasodina      |                |                |            | Solanum marginatum, Solanum laciniatum, Solanum aviculare. |
| Tigogenina      | 5α;20α;22a;25D | 3β-OH          |            | Yuccas brevifolia.                                         |